# Mihai Viteazu (localidad de Constanța)
Mihai Viteazu (antiguamente Sariyurt) es una localidad rumana de la comuna de Mihai Viteazu, en el condado de 	Constanța.

## Toponimia
El nombre antiguo de la localidad puede encontrarse escrito con grafías como Sari-Iurt, Sarıyurt y Sariurt. Pasó a llamarse Mihai Viteazu.

## Historia
Hacia finales del siglo XIX la localidad, que por entonces pertenecía al condado de Tulcea, formaba parte de la antigua comuna de Casap-Chioi y tenía contabilizada una población de 527 habitantes.
En la segunda mitad del siglo XX la localidad había pasado a formar parte de la comuna homónima de Mihai Viteazu, en el condado de 	Constanța. En el censo de 2021 la localidad tenía una población de 1697 habitantes.